# لولبية إفريقية
لولبية أفريقية (الاسم العلمي:Spirogyra africana) هي نوع من طحالب خضراء تتبع جنس اللولبية من الفصيلة الزيغنيمية.